# Liste der Bodendenkmale in Schwanewede
In der Liste der Bodendenkmale in Schwanewede sind die Bodendenkmale der niedersächsischen Gemeinde Schwanewede aufgeführt. Die Quelle ist der Denkmalatlas Niedersachsen. 
Der Stand der Liste ist der 17. Dezember 2024.

Schwanewede im Landkreis Osterholz

In den Spalten finden sich folgende Informationen des Bodendenkmales:
Lagegeographische Koordinaten
BezeichnungBezeichnung lt. Denkmalatlas
BeschreibungBeschreibung lt. Denkmalatlas
IDObjekt-ID
BildBild, ggf. zusätzlich mit Link zu weiteren Fotos im Medienarchiv Wikimedia Commons.

## Aschwarden
| Lage                        | Bezeichnung                      | Beschreibung | ID       | Bild |
| --------------------------- | -------------------------------- | --- | -------- | ---- |
| 53° 16′ 41″ N, 8° 31′ 46″ O | Aschwarden 1, Siedlung Hoge Wurt | Ausdehnung Ost-West ca. 350 m, Nord-Süd ca. 440 m, Höhe ca. 3 – 3,50 m. | 28990360 | BW   |
| 53° 17′ 19″ N, 8° 33′ 11″ O | Aschwarden 19, Wurt              | | 28990361 | BW   |
| 53° 17′ 17″ N, 8° 33′ 8″ O  | Aschwarden 20, Wurt              | Durchmesser ca. 30 m und Höhe ca. 1,3 m. | 28990480 | BW   |
| 53° 17′ 14″ N, 8° 33′ 6″ O  | Aschwarden 21, Wurt              | | 28990481 | BW   |
| 53° 17′ 4″ N, 8° 32′ 58″ O  | Aschwarden 22, Dorfwurt          | Dorfwurt des Wohnplatzes Bruch, mit alter Kirche an der höchsten Stelle und Friedhof. Die einzelnen Höfe liegen auf zusätzlichen, flachen, künstlichen Erhöhungen. Gesamtlänge von Nordosten nach Südwesten ca. 600 m; Breite ca. 100 m; Höhe ca. 2 m. | 28990126 | BW   |
| 53° 17′ 6″ N, 8° 32′ 7″ O   | Aschwarden 23, Dorfwurt          | Sanderhöhung mit Siedlungsresten von etwa 2 m Höhe, 500 m Länge und 200 m Breite. Sie erstrecken sich von NNO nach SSW. Durch Sandabfuhr sind drei tiefe und weite, West-Ost verlaufende Einschnitte quer durch die Erhöhung zu verzeichnen. Auf tiefer liegenden Flächen wurden keinerlei Siedlungsfunde gemacht. Durch Begehungen und einer Sondage ist eine völkerwanderungszeitliche Besiedlung nachgewiesen, die sicher in die Kaiserzeit, vermutlich sogar in die vorrömische Eisenzeit zurückreicht. Vermutlich der einzige Besiedlungsbefund aus der Zeit vor der Hauptphase des Wurtenbaus in Aschwarden. | 28990482 | BW   |

## Brundorf
| Lage                        | Bezeichnung            | Beschreibung | ID       | Bild |
| --------------------------- | ---------------------- | --- | -------- | ---- |
| 53° 14′ 35″ N, 8° 40′ 14″ O | Brundorf 8, Grabhügel  | Durchmesser ca. 18 m und Höhe ca. 1,8 m, Rand allmählich auslaufend, lediglich Nordrand ist abgesetzt. Kuppe abgeflacht und leicht eingetieft.                               | 28990364 | BW   |
| 53° 14′ 33″ N, 8° 40′ 14″ O | Brundorf 9, Grabhügel  | Durchmesser ca. 13 m und Höhe ca. 1,1 m, Rand abgesetzt. Mitte schwach eingesenkt. In der abgeflachten Kuppe mehrere Eingrabungen.                                           | 28990487 | BW   |
| 53° 14′ 26″ N, 8° 40′ 12″ O | Brundorf 10, Grabhügel | Durchmesser ca. 15 m und Höhe ca. 2 m, Rand stark abgesetzt. Mehrere Eingrabungen.                                                                                           | 28990488 | BW   |
| 53° 14′ 57″ N, 8° 40′ 31″ O | Brundorf 20, Grabhügel | Durchmesser ca. 18 m und Höhe ca. 1,5 m, Rand abgesetzt. Am Nordrand alte Abgrabungen sowie Einsenkungen in der Mitte. Ostrand von Weg angeschnitten.                        | 28990368 | BW   |
| 53° 15′ 3″ N, 8° 40′ 31″ O  | Brundorf 21, Grabhügel | Durchmesser ca. 16 m und Höhe ca. 1,4 m. Rand abgesetzt. Von Norden nach Süden ein alter Wall mit Graben. Zwei Waldwege. Begrenzung kaum zu erkennen.                        | 28990483 | BW   |
| 53° 14′ 59″ N, 8° 39′ 52″ O | Brundorf 30, Grabhügel | Durchmesser ca. 15 m und Höhe ca. 1 m, Rand schwach abgesetzt. In der Mitte sich weite, alte Eingrabung. Nordteil durch Weg beschädigt.                                      | 28990366 | BW   |
| 53° 14′ 58″ N, 8° 39′ 54″ O | Brundorf 31, Grabhügel | Durchmesser ca. 17 m und Höhe ca. 0,6 m, Rand flach auslaufend. In der Mitte eine alte, weite Eingrabung.                                                                    | 28993683 | BW   |
| 53° 14′ 26″ N, 8° 40′ 11″ O | Brundorf 32, Grabhügel | Durchmesser ca. 12 m und Höhe ca. 0,7 – 0,8 m, flach gewölbt, mit allmählich ungleichmäßig auslaufendem Rand. In der Mitte eine rechteckige Eingrabung.                      | 28990484 | BW   |
| 53° 14′ 20″ N, 8° 39′ 53″ O | Brundorf 34, Grabhügel | Durchmesser ca. 11,5 m und Höhe ca. 1 m, flach gewölbt, mit gleichmäßig auslaufendem Rand.                                                                                   | 28990485 | BW   |
| 53° 14′ 48″ N, 8° 40′ 13″ O | Brundorf 41, Grabhügel | Durchmesser ca. 10 m und Höhe ca. 1,5 m. Von Südosten führt bis zur Mitte eine Eingrabung, die teilweise wieder verfüllt ist. Einige West-Ost verlaufende Pflanzfurchen.     | 28990362 | BW   |
| 53° 14′ 46″ N, 8° 39′ 55″ O | Brundorf 42, Grabhügel | Durchmesser ca. 10 – 12 m und Höhe ca. 1,5 m, ebenmäßig gewölbt. Östlicher Rand durch Abzugsgraben angeschnitten. Von Osten nach Westen Pflanzfurchen. Leichte Vertiefungen. | 28990486 | BW   |

### Brundorf 12
- ID:28990363
- Grabhügelfeld mit acht Grabhügeln. Die meisten Grabhügel sind durch Eingrabungen gestört. Auch das umliegende Gelände weist zahlreiche Eingrabungen sowie alte Pflanzfurchen auf.

| Lage                        | Bezeichnung | Beschreibung | ID       | Bild |
| --------------------------- | ----------- | --- | -------- | ---- |
| 53° 14′ 51″ N, 8° 40′ 29″ O | Brundorf 12 | Durchmesser ca. 15 m und Höhe ca. 1,2 m. Rand schwach abgesetzt. Nordhälfte von Weg angeschnitten und dadurch zerstört. Über die Südhälfte alte Pflanzfurchen.                                       | 28992237 | BW   |
| 53° 14′ 51″ N, 8° 40′ 28″ O | Brundorf 13 | Durchmesser ca. 12 m und Höhe ca. 1,2 m. Rand schwach abgesetzt. Alte Pflanzfurchen. Im Nordteil ist ein großer, rechteckiger Erdauswurf. Nordrand von Weg angeschnitten.                            | 28992239 | BW   |
| 53° 14′ 52″ N, 8° 40′ 29″ O | Brundorf 14 | Durchmesser ca. 14 m und Höhe ca. 1 m. Rand schwach abgesetzt. In der Mitte eine alte Einsenkung. Über den Nordrand eine tiefe Pflanzfurche.                                                         | 28992241 | BW   |
| 53° 14′ 52″ N, 8° 40′ 29″ O | Brundorf 15 | Durchmesser ca. 12 m und Höhe ca. 1,2 m. Rand abgesetzt. In der Mitte kleine, flache Einsenkungen.                                                                                                   | 28992242 | BW   |
| 53° 14′ 53″ N, 8° 40′ 29″ O | Brundorf 16 | Durchmesser ca. 13 m und Höhe ca. 1,4 m. In der Mitte eine alte Eingrabung. Der abgesetzte Rand mit Absatz von herausgerissenem Steinkranz.                                                          | 28992243 | BW   |
| 53° 14′ 53″ N, 8° 40′ 30″ O | Brundorf 17 | Durchmesser ca. 14 m und Höhe ca. 1,3 m. Rand abgesetzt. Deckungsloch in der Mitte und kleine Pflanzlöcher stören.                                                                                   | 28992244 | BW   |
| 53° 14′ 54″ N, 8° 40′ 31″ O | Brundorf 18 | Durchmesser ca. 10 m und Höhe ca. 0,9 m. Rand schwach abgesetzt, ebenmäßig gewölbt. | 28992245 | BW   |
| 53° 14′ 55″ N, 8° 40′ 33″ O | Brundorf 19 | Durchmesser ca. 21 m und Höhe ca. 1,1 m. Rand abgesetzt; im Norden und Süden fast ohne Absatz in den natürlichen Hang über. In der Mitte eine weite Einsenkung. Von Norden nach Süden Pflanzfurchen. | 28992246 | BW   |

### Brundorf 25
- ID:28990365
- Grabhügelfeld mit drei Grabhügeln.

| Lage                       | Bezeichnung | Beschreibung | ID       | Bild |
| -------------------------- | ----------- | --- | -------- | ---- |
| 53° 13′ 8″ N, 8° 39′ 51″ O | Brundorf 25 | Durchmesser ca. 20 m und Höhe ca. 1,6 m. Im stark abgeböschten Rand ein ringgrabenartiger Absatz erkennbar. Vom Westrand bis zur Mitte eine neuere Eingrabung sichtbar. | 28992247 | BW   |
| 53° 13′ 8″ N, 8° 39′ 53″ O | Brundorf 26 | Durchmesser ca. 20 m und Höhe ca. 1,7 m. In Randböschung ein ringgrabenartiger Absatz sichtbar. In der Mitte eine alte Eingrabung.                                      | 28992240 | BW   |
| 53° 13′ 7″ N, 8° 39′ 52″ O | Brundorf 27 | Durchmesser ca. 14 m und Höhe ca. 1 m. Der Rand ist allmählich auslaufend. In der Mitte und am Rand alte Einsenkungen. Westrand von Schneisenweg angeschnitten.         | 28992248 | BW   |

### Brundorf 36
- ID:28990367
- Grabhügelfeld mit drei Grabhügeln.

| Lage                        | Bezeichnung | Beschreibung | ID       | Bild |
| --------------------------- | ----------- | --- | -------- | ---- |
| 53° 15′ 17″ N, 8° 42′ 8″ O  | Brundorf 36 | Durchmesser ca. 20 m und Höhe ca. 2,3 m. Mit einem von Südosten nach Nordwesten verlaufenden Grenzwall verbunden. Im Westen steil, im Osten flach auslaufend. Von Osten nach Westen ein ausgetretener Pfad. In der Mitte zwei Betonpfähle mit Verbotsschild des Truppenübungsplatzes „Garlstedter Heide“. Im Rand ist ein keilförmiger Einschnitt, der bis an den Wall heranreicht (L. ca. 4,20 m). | 28992250 | BW   |
| 53° 15′ 16″ N, 8° 42′ 8″ O  | Brundorf 37 | Durchmesser ca. 19,5 m und Höhe ca. 0,8 m. Flach auslaufend, in Nord-Süd-Richtung mit einem durch Schotter befestigten Weg durchzogen. Ausgefahrene Tiefe des Weges ca. 40 – 50 cm. | 28992249 | BW   |
| 53° 15′ 15″ N, 8° 41′ 54″ O | Brundorf 38 | Durchmesser ca. 14,5 m und Höhe ca. 0,9 m. Gleichmäßig gewölbt mit einer kleinen muldenförmigen Vertiefung in der Mitte. | 28992251 | BW   |

## Eggestedt
| Lage                        | Bezeichnung             | Beschreibung | ID       | Bild |
| --------------------------- | ----------------------- | --- | -------- | ---- |
| 53° 13′ 46″ N, 8° 37′ 27″ O | Eggestedt 32, Grabhügel | Durchmesser ca. 9 m und Höhe ca. 0,8 m. Klein mit Spuren einer alten fast verwachsenen mittigen Eingrabung. Rand im Norden abgesetzt, sonst fast ohne Absatz. Nordwestrand durch alte Sandentnahme etwas angeschnitten. | 28992599 | BW   |

### Eggestedt 1
- ID:28990369
- Grabhügelfeld mit elf Grabhügeln. Am Grabhügelfeldes gut erhaltene Wegespuren.

| Lage                        | Bezeichnung  | Beschreibung | ID       | Bild |
| --------------------------- | ------------ | --- | -------- | ---- |
| 53° 14′ 28″ N, 8° 38′ 20″ O | Eggestedt 12 | Durchmesser ca. 22 m und Höhe ca. 1,8 m. Schwache Einsenkungen. | 28928019 | BW   |
| 53° 14′ 32″ N, 8° 38′ 30″ O | Eggestedt 13 | Durchmesser ca. 12 m und Höhe ca. 1 m. Flacher Wall und Graben von Nordosten nach Südwesten verlaufend. Rand im Südwesten, Westen und Nordwesten in den natürlichen Anhöhenhang übergehend. Ältere und neuere Eingrabungen. | 28962149 | BW   |
| 53° 14′ 33″ N, 8° 38′ 30″ O | Eggestedt 14 | Durchmesser ca. 14 m und Höhe ca. 1,1 m. Schneisenweg. Schwach abgesetzter Rand weist weitere Störungen auf. | 28962150 | BW   |
| 53° 14′ 32″ N, 8° 38′ 32″ O | Eggestedt 15 | Durchmesser ca. 12 m und Höhe ca. 1,3 m. Ebenmäßig gewölbt, Rand abgesetzt. Mehrere schwache Eingrabungen. | 28962151 | BW   |
| 53° 14′ 31″ N, 8° 38′ 34″ O | Eggestedt 16 | Durchmesser ca. 20 m und Höhe ca. 1 m. Unregelmäßig gewölbt. Oberfläche erscheint stark abgeflacht. Rand allmählich auslaufend.                                                                                             | 28962152 | BW   |
| 53° 14′ 33″ N, 8° 38′ 41″ O | Eggestedt 17 | Durchmesser ca. 18 m und Höhe ca. 1 m. Ebenmäßig gewölbt. Rand allmählich auslaufend. In der Mitte eine alte, wieder zugeworfene Eingrabung. An westlicher Hangseite eine längliche Eingrabung sichtbar.                    | 28962153 | BW   |
| 53° 14′ 36″ N, 8° 38′ 39″ O | Eggestedt 18 | Durchmesser ca. 20 m und Höhe ca. 1,6 m. Hoch und ebenmäßig gewölbt, Rand abgesetzt. Eingrabungen. | 28962154 | BW   |
| 53° 14′ 35″ N, 8° 38′ 44″ O | Eggestedt 19 | Durchmesser ca. 24 m und Höhe ca. 0,8 m. Weite und flache Form. Rand allmählich auslaufend. Mehrere rinnenartige Eingrabungen.                                                                                              | 28962155 | BW   |
| 53° 14′ 41″ N, 8° 38′ 43″ O | Eggestedt 20 | Durchmesser ca. 18 m und Höhe ca. 1 m. Ebenmäßig gewölbt, Rand fast absatzlos übergehend. In der Mitte eine flache, viereckige Angrabung.                                                                                   | 28962156 | BW   |
| 53° 14′ 40″ N, 8° 38′ 39″ O | Eggestedt 21 | Durchmesser ca. 11 m und Höhe ca. 0,6 m. Flach gewölbt. | 28962157 | BW   |
| 53° 14′ 40″ N, 8° 38′ 38″ O | Eggestedt 22 | Durchmesser ca. 14 m und Höhe ca. 1 m. Ebenmäßig gewölbt, Rand abgesetzt. | 28962158 | BW   |

## Leuchtenberg
| Lage                       | Bezeichnung               | Beschreibung | ID       | Bild |
| -------------------------- | ------------------------- | --- | -------- | ---- |
| 53° 10′ 53″ N, 8° 40′ 7″ O | Leuchtenburg 1, Grabhügel | Durchmesser ca. 10 m und Höhe ca. 0,9 m. Im Südwesten stark abfallend, sonst flach auslaufend. Am nördlichen Hügelfußbereich Abgrabungen, sowie tiefe Eingrabungen in der Mitte. | 28928020 | BW   |
| 53° 10′ 51″ N, 8° 40′ 5″ O | Leuchtenburg 2, Grabhügel | Durchmesser ca. 12 m und Höhe ca. 1,1 m. In der Mitte eine Eingrabung von 2,50 × 3,60 m, ca. 0,50 m tief. Kuppe abgeflacht.                                                      | 28928292 | BW   |

## Meyenburg
| Lage                        | Bezeichnung                 | Beschreibung | ID       | Bild           |
| --------------------------- | --------------------------- | --- | -------- | -------------- |
| 53° 16′ 51″ N, 8° 37′ 38″ O | Meyenburg 12, Großsteingrab | Durchmesser ca. 20 m und Höhe ca. 1,5 m. Rand abgesetzt. In der Mitte eine alte, längliche Eingrabung, Nordost-Südwest orientiert und ca. 5 m lang und 2,5 m breit. Kleine Eingrabungen im Nordostrand vorhanden. | 28928021 | Weitere Bilder |
| 53° 17′ 6″ N, 8° 37′ 20″ O  | Meyenburg 22, Grabhügel     | Durchmesser ca. 20 m und Höhe ca. 1,5 m. Rand abgesetzt. In der Mitte eine alte, längliche Eingrabung, Nordost-Südwest orientiert und ca. 5 m lang und 2,5 m breit. Kleine Eingrabungen im Nordostrand vorhanden. | 28928022 | BW             |
| 53° 16′ 37″ N, 8° 39′ 48″ O | Meyenburg 25, Grabhügel     | Durchmesser ca. 16 m und Höhe ca. 1 m. In der Mitte eine alte, weite Einsenkung. Rand wallartig aufgeworfen und abgesetzt. Im östlichen Bereich zwei alte Schützenlöcher zu erkennen.                             | 28928293 | BW             |
| 53° 16′ 26″ N, 8° 37′ 18″ O | Meyenburg 26, Grabhügel     | Durchmesser ca. 12 m und Höhe ca. 1 m. Ebenmäßig gewölbt und Rand abgesetzt. Südlicher Rand beim Bau eines Hauses nahezu senkrecht abgetragen.                                                                    | 28928391 | BW             |

### Meyenburg 13
- ID:28990371
- Grabhügelfeld mit drei Grabhügeln, inmitten von Resten alter erhaltener Wegespuren.

| Lage                        | Bezeichnung  | Beschreibung | ID       | Bild |
| --------------------------- | ------------ | --- | -------- | ---- |
| 53° 16′ 49″ N, 8° 38′ 40″ O | Meyenburg 14 | Durchmesser ca. 15 m und Höhe ca. 0,7 m, weit und flach gewölbt. Rand allmählich auslaufend. Von Osten nach Westen alte Pflanzfurchen. | 28962162 | BW   |
| 53° 16′ 51″ N, 8° 38′ 40″ O | Meyenburg 15 | Durchmesser ca. 14 m und Höhe ca. 1 m. Oberfläche durch alte Pflanzfurchen und Schneisenweg verwaschen. Nordrand von alter Wegespur angeschnitten. Rand an dieser Stelle abgesetzt, sonst allmählich auslaufend.                                                                                                  | 28962163 | BW   |
| 53° 16′ 52″ N, 8° 38′ 39″ O | Meyenburg 16 | Bei der Begehung 1982 zeigte sich der Hügel als derart gestört, dass dieser kaum noch zu erkennen und der Hügeldurchmesser nicht mehr mit Sicherheit zu ermitteln war. Moderne Laserscandaten zeigen einen zerstörten Hügel, der noch einen ungefähren Durchmesser von 13 m und eine Resthöhe von 0,4 m aufweist. | 28962164 | BW   |

### Meyenburg 18
- ID:28990372
- Grabhügelfeld mit zwei Grabhügel, einem Großsteingrab und historischen Wegespuren.

| Lage                       | Bezeichnung              | Beschreibung | ID       | Bild |
| -------------------------- | ------------------------ | --- | -------- | ---- |
| 53° 17′ 8″ N, 8° 39′ 6″ O  | Meyenburg 19             | | 28962166 | BW   |
| 53° 17′ 7″ N, 8° 39′ 19″ O | Meyenburg 20             | Durchmesser ca. 12 m und Höhe ca. 1,1 m. Einsenkungen. Rand abgesetzt. Im Süden von einer Wegespur angeschnitten.     | 28962167 | BW   |
| 53° 17′ 9″ N, 8° 39′ 13″ O | Meyenburg 21, Wegespuren | Auf ca. 40 m Breite, mindestens fünf von Südosten nach Nordwesten führende, z.T. 1 m tief eingeschnittene Wegespuren. | 28962168 | BW   |

### Schwanewede 1
- ID:28990373
- Grabhügelfeld

| Lage                       | Bezeichnung | Beschreibung | ID       | Bild |
| -------------------------- | ----------- | --- | -------- | ---- |
| 53° 15′ 4″ N, 8° 36′ 43″ O | Meyenburg 6 | Durchmesser ca. 14 m und Höhe ca. 1,5 m. Mitte zerwühlt und teilweise durch Flakstellung im Kriege zerstört worden. | 28962159 | BW   |
| 53° 15′ 4″ N, 8° 36′ 41″ O | Meyenburg 7 | Durchmesser ca. 13 m und Höhe ca. 1,5 m. Alte und rezente Abtragung allseitig, besonders starke Zerstörungen im Süd- und Ostteil. An der Nordwestseite sind durch neuerliche Abtragung Teile des Steinkranzes sichtbar, der z.T. herausgerissen ist. | 28962160 | BW   |
| 53° 15′ 4″ N, 8° 36′ 39″ O | Meyenburg 8 | Durchmesser ca. 14 m und Höhe ca. 1,5 m. Auf der Kuppe und im östlichen Bereich Eingrabungen. | 28962161 | BW   |

## Neuenkirchen
| Lage                        | Bezeichnung                                 | Beschreibung | ID       | Bild |
| --------------------------- | ------------------------------------------- | --- | -------- | ---- |
| 53° 13′ 43″ N, 8° 30′ 13″ O | Neuenkirchen 2, Wurt                        | Durchmesser ca. 50 m und Höhe ca. 1,6 m. Ränder flach auslaufend. Südlicher Rand von Graben durchschnitten (Landesgrenze zu Bremen). | 28928023 | BW   |
| 53° 14′ 49″ N, 8° 31′ 8″ O  | Neuenkirchen 15, Wurt                       | Durchmesser ca. 100 m und Höhe ca. 1,5 m. Bestandteil einer Höfereihe entlang der Ostseite der Straße Neuenkirchen-Rade. | 28990489 | BW   |
| 53° 14′ 30″ N, 8° 31′ 52″ O | Neuenkirchen 21, Burg (Stelle von Sandbeck) | | 28928024 | BW   |
| 53° 13′ 32″ N, 8° 31′ 35″ O | Neuenkirchen 45, Siedlung                   | Große und bedeutende Siedlung der römischen Kaiserzeit, die sich auf Bremer Gebiet fortsetzt. Grabungen dort ergaben Langhäuser, Gruben für handwerkliche Nutzung, Tiergräber und Importfunde aus dem römischen Reich. Grabungsschutzgebiet seit 1995. | 28929753 | BW   |
| 53° 13′ 11″ N, 8° 32′ 14″ O | Neuenkirchen 48, Konzentrationslager        | Auf einem Gelände von ca. 400 × 1700 m Ausdehnung befinden sich zahlreiche Relikte der ehemaligen Öltanks und Bunker, Lagergebäude, Massengräber, Pipelines, Wasserpumpwerk, Löschteiche, Verteilerstation, Straßen etc. Obertägig sichtbar sind insbesondere die Überreste von zwei Treibstofflagern, die baugleich mit einem als Arbeitslager genutzten Tanklager sind. Von diesem sind zumindest die Außenwände noch vorhanden, aber verschüttet. | 44862034 | BW   |

## Rade
| Lage                        | Bezeichnung      | Beschreibung | ID       | Bild |
| --------------------------- | ---------------- | --- | -------- | ---- |
| 53° 15′ 24″ N, 8° 30′ 12″ O | Rade 1, Wurt     | Der Mottenhügel lag früher im Gegensatz zu heute innerhalb der Deichlinie. Durchmesser ca. 30 m und ca. 1,50 m hoch. Von Graben umgeben. Im Osten durch Weg angeschnitten.                           | 28928025 | BW   |
| 53° 15′ 42″ N, 8° 30′ 54″ O | Rade 2, Dorfwurt | Auf weitem, künstlichem Aufwurf sind schwache, jedoch deutlich erkennbare alte Wurtenaufwürfe der einzelnen Höfe von unterschiedlichen Ausmaßen sichtbar. Ostrand der Dorfwurt deutlich zu erkennen. | 28927890 | BW   |

## Schwanewede
| Lage                        | Bezeichnung                                                | Beschreibung | ID       | Bild |
| --------------------------- | ---------------------------------------------------------- | --- | -------- | ---- |
| 53° 14′ 19″ N, 8° 35′ 49″ O | Schwanewede 30, Burg („De ole Borg“)                       | Leicht erhöhte Fläche im Weidegelände, die z. T. noch von einem Graben umgeben ist. Die mittelalterliche Bauentwicklung kann bei der momentanen Quellenlage nicht beschrieben werden. Das 1354 errichtete Wohnhaus wurde 1790 durch einen Neubau ersetzt. Dieser brannte 1930 ab und wurde nicht wieder aufgebaut. | 28928026 | BW   |
| 53° 14′ 23″ N, 8° 35′ 0″ O  | Schwanewede 37, Befestigter Gutshof (Fannekuchensches Gut) | Noch heute im Westen, Norden und Osten von breiten, verlandeten Wassergräben eingefasst. Auf der erhöhten Innenfläche steht das „Herrenhaus“, westlich und nordwestlich davon Wirtschaftsgebäude. | 28990950 | BW   |

### Schwanewede 1
Hügelgräberfeld Neegenbargsheide
- ID:28990373
- Die Gmkg. Schwanewede enthält 19 gesicherte Grabhügel, einen zerstörten, elf kleine von 2 – 3 m Durchmesser und einer Höhe bis 0,4 m, sowie Reste von Wegespuren (Schwanewede FStNr. 23).

Im Bereich der westlichen Kiesgrube, die erst 1925 angelegt worden sein soll, dürften mehrere Grabhügel zerstört worden sein.

| Lage                        | Bezeichnung    | Beschreibung | ID       | Bild |
| --------------------------- | -------------- | --- | -------- | ---- |
| 53° 15′ 3″ N, 8° 36′ 33″ O  | Schwanewede 1  | Durchmesser ca. 11 m und Höhe ca. 1 m. Ebenmäßig gewölbt. Rand nach Norden und Osten abgesetzt sonst sanft auslaufend. Auf der Kuppe abgeflachte Eingrabungen. | 28962274 | BW   |
| 53° 15′ 2″ N, 8° 36′ 32″ O  | Schwanewede 2  | Durchmesser ca. 12 m und Höhe ca. 1,2 m. Ebenmäßig gewölbt, Rand abgesetzt. Mitte abgeflacht und etwas eingesenkt. | 28962171 | BW   |
| 53° 15′ 1″ N, 8° 36′ 32″ O  | Schwanewede 3  | Durchmesser ca. 7 m und Höhe ca. 0,5 m. Rand ist allmählich auslaufend. Mitte abgeflacht. | 28962172 | BW   |
| 53° 15′ 1″ N, 8° 36′ 32″ O  | Schwanewede 4  | Durchmesser ca. 9 m und Höhe ca. 0,7 m. Ebenmäßig gewölbt; Rand schwach abgesetzt. In der Mitte eine viereckige Eingrabung (ca. 80 × 80 cm). | 28962173 | BW   |
| 53° 15′ 1″ N, 8° 36′ 33″ O  | Schwanewede 5  | Durchmesser ca. 6 m und Höhe ca. 0,3 – 0,4 m. Flach gewölbt mit sanft auslaufendem Rand. Südwestrand von Nordwesten nach Südosten verlaufende alter Wegespur angeschnitten. | 28962174 | BW   |
| 53° 15′ 0″ N, 8° 36′ 32″ O  | Schwanewede 6  | Durchmesser ca. 9 m und Höhe ca. 0,8 m. Ebenmäßig gewölbt. Rand im Norden schwach abgesetzt, sonst allmählich auslaufend. | 28962175 | BW   |
| 53° 15′ 0″ N, 8° 36′ 33″ O  | Schwanewede 7  | Durchmesser ca. 8 m und Höhe ca. 0,7 m. Ebenmäßig gewölbt. Rand allmählich auslaufend. Flache Eindellungen. | 28962176 | BW   |
| 53° 15′ 1″ N, 8° 36′ 33″ O  | Schwanewede 8  | Durchmesser ca. 12 m und Höhe ca. 1 m. Rand abgesetzt. In der Mitte eine rezente, weite Eingrabung. | 28962177 | BW   |
| 53° 15′ 0″ N, 8° 36′ 33″ O  | Schwanewede 9  | Durchmesser ca. 9 m und Höhe ca. 0,5 m. Rand z.T. schwach abgesetzt, z.T. allmählich und etwas verwaschen auslaufend. Alte, flache Einsenkungen. | 28962178 | BW   |
| 53° 15′ 1″ N, 8° 36′ 34″ O  | Schwanewede 10 | Durchmesser ca. 15 m und Höhe ca. 1,6 – 1,7 m. Rand stellenweise abgesetzt, sonst allmählich auslaufend. In der Mitte eine rezente, weite Eingrabung mit hoch aufgewölbtem Auswurf, als rezente Kuppe ausgebildet. | 28962179 | BW   |
| 53° 15′ 0″ N, 8° 36′ 35″ O  | Schwanewede 11 | Durchmesser ca. 17 m und Höhe ca. 1,7 m. Rand abgesetzt. In der Nordhälfte weite Eingrabungen, weitere flache Einsenkungen sind im übrigen Teil sichtbar. | 28962180 | BW   |
| 53° 15′ 1″ N, 8° 36′ 36″ O  | Schwanewede 12 | Durchmesser ca. 17 m und Höhe ca. 1,1 m. Rand allmählich auslaufend. Alte und rezente Eingrabungen, sowie eine Abgrabung am Nordrand auf. Dort von Abbruchkante einer alten Sandkuhle berührt. | 28962272 | BW   |
| 53° 15′ 3″ N, 8° 36′ 36″ O  | Schwanewede 13 | Durchmesser ca. 11 m und Höhe ca. 1,4 m. Grabung (1956) ergab einen Plaggenhügel mit Kreisgraben und zwei parallel, NW-SO orientierten Baumsargbestattungen, jeweils in einer Steinpackung. Vor den Nordwestenden der Gräber lag je ein Markierungsstein. Zwischen diesen Steinen eine dritte Steinmarkierung. Im Nordostteil konnten zwei Gruben, die den Kreisgraben schnitten, somit jünger als der Kreisgraben, aber älter als die Hügelaufschüttung sein müssen, dokumentiert werden. Ebenfalls vor der Hügelaufschüttung und vermutlich nach Anlage des Kreisgrabens, muss einem bodenkundlichen Gutachten zufolge, ein starkes Feuer abgebrannt worden sein. | 28962273 | BW   |
| 53° 14′ 59″ N, 8° 36′ 46″ O | Schwanewede 14 | Durchmesser ca. 8 m und Höhe ca. 0,5 m. Rand schwach abgesetzt. Zahlreiche alte und rezente Eingrabungen. | 28962275 | BW   |
| 53° 14′ 59″ N, 8° 36′ 46″ O | Schwanewede 16 | Durchmesser ca. 16 m und Höhe ca. 1,7 – 1,8 m. Ebenmäßig gewölbt. Rand abgesetzt. Einzelne ältere, flache Eingrabungen. | 28962275 | BW   |
| 53° 15′ 0″ N, 8° 36′ 48″ O  | Schwanewede 17 | Durchmesser ca. 15 m und Höhe ca. 1,7 – 1,8 m. Ebenmäßig hoch gewölbt. Rand abgesetzt. Westbereich weist starke Abgrabung auf. | 28962276 | BW   |
| 53° 15′ 0″ N, 8° 36′ 50″ O  | Schwanewede 18 | Durchmesser ca. 13 m und Höhe ca. 1,2 m. Ebenmäßig gewölbt. Rand abgesetzt. In der Mitte alte Eingrabungen. | 28962277 | BW   |
| 53° 14′ 59″ N, 8° 36′ 48″ O | Schwanewede 19 | Durchmesser ca. 15 m und Höhe ca. 1,8 – 1,9 m. Ebenmäßig hoch gewölbt. Rand abgesetzt. Vom Nordostrand bis in die Mitte eine alte Eingrabung. | 28962278 | BW   |
| 53° 14′ 59″ N, 8° 36′ 50″ O | Schwanewede 20 | Durchmesser ca. 18 – 20 m und Höhe ca. 1,6 – 1,8 m. Rand verwaschen und abgesetzt. Weite, alte Eingrabung vom Rand zur Mitte und weitere Abgrabungen am Südrand. | 28962279 | BW   |
| 53° 15′ 1″ N, 8° 36′ 30″ O  | Schwanewede 68 | Überhügeltes Urnengrab. | 28962280 | BW   |
| 53° 15′ 1″ N, 8° 36′ 31″ O  | Schwanewede 69 | Überhügeltes Urnengrab. | 28962281 | BW   |
| 53° 15′ 1″ N, 8° 36′ 30″ O  | Schwanewede 70 | Überhügeltes Urnengrab. | 28962282 | BW   |
| 53° 15′ 0″ N, 8° 36′ 30″ O  | Schwanewede 71 | Überhügeltes Urnengrab. | 28992252 | BW   |
| 53° 15′ 1″ N, 8° 36′ 31″ O  | Schwanewede 72 | Überhügeltes Urnengrab. | 28962283 | BW   |
| 53° 15′ 1″ N, 8° 36′ 32″ O  | Schwanewede 73 | Überhügeltes Urnengrab. | 28962284 | BW   |
| 53° 15′ 0″ N, 8° 36′ 32″ O  | Schwanewede 74 | Überhügeltes Urnengrab. | 28962285 | BW   |
| 53° 15′ 1″ N, 8° 36′ 31″ O  | Schwanewede 75 | Überhügeltes Urnengrab. | 28962286 | BW   |
| 53° 15′ 0″ N, 8° 36′ 31″ O  | Schwanewede 76 | Überhügeltes Urnengrab. | 28962287 | BW   |
| 53° 15′ 0″ N, 8° 36′ 30″ O  | Schwanewede 77 | Überhügeltes Urnengrab. | 28962288 | BW   |
| 53° 15′ 1″ N, 8° 36′ 31″ O  | Schwanewede 78 | Überhügeltes Urnengrab. | 28962289 | BW   |